# Triceratorhynchus
Triceratorhynchus é um monotípico género botânico pertencente à família das orquídeas (Orchidaceae).

## Espécie
1. Triceratorhynchus viridiflorus Summerh., Bot. Mus. Leafl. 14: 234 (1951)